# W Series

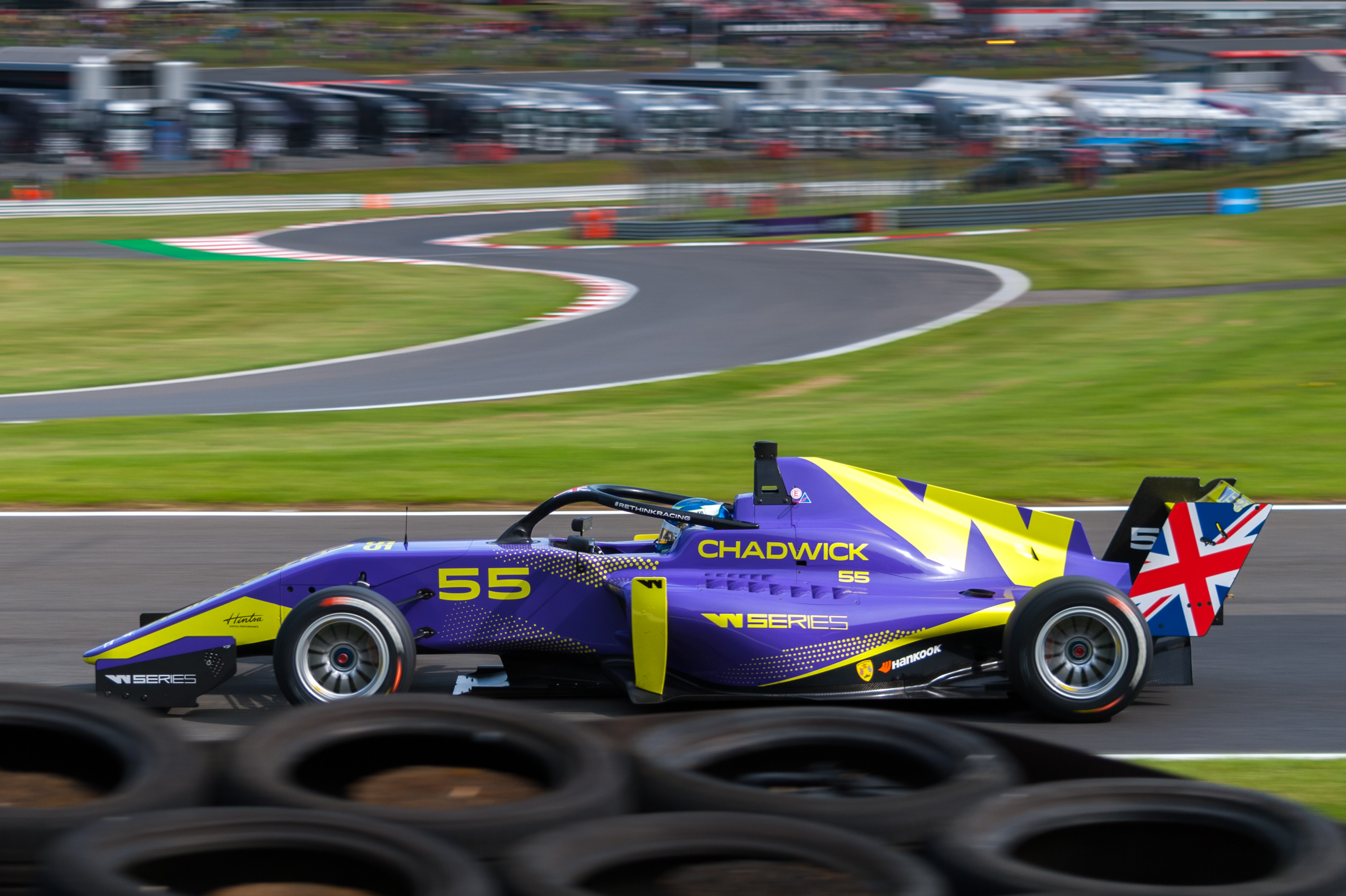
Jamie Chadwick in einem W-Series-Formel-Rennwagen

Die W Series war eine internationale Automobilrennserie, die nach dem Formula-Regional-Reglement ausgetragen wurde.
Die Rennserie fand zwischen 2019 und 2023 statt, wurde vom British Racing and Sports Car Club veranstaltet und vermarktete sich selber über das private Unternehmen W Series Limited. An ihr konnten ausschließlich Fahrerinnen teilnehmen.
Die Serie meldete 2023 Insolvenz an.

## Geschichte
Bereits zwischen 2004 und 2007 hatten mit der Formula Woman eine Rennserie mit ähnlichem Konzept existiert, die aber mit Sportwagen statt Monoposto-Rennwagen ausgetragen wurde.
Im November 2017 wurden erstmals öffentlich Pläne für eine rein weibliche Rennserie auf Toplevel bekannt, die den Namen „SHE Championship“ tragen sollte. Das Unternehmen änderte kurz darauf seinen Namen und stellte im Oktober 2018 die Serie offiziell vor. Für die erste Saison wurden ein Preisgeld von 1,5 Millionen Dollar und eine kostenfreie Teilnahme bei erfolgreichem Durchlaufen des Bewerbungsprozesses angekündigt. Während David Coulthard und Adrian Newey als Unterstützer der Serie vorgestellt wurden, gab es besonders von Pippa Mann Kritik auf die Ankündigung; auch Sophia Flörsch reagierte kritisch. Als Kritikpunkt wird vor allem die Trennung von weiblichen Fahrerinnen und männlichen Fahrern geäußert, welcher weniger eine Förderung, sondern viel mehr eine Trennung vom männlich dominierten Motorsport darstelle. Ex-Formel-E-Fahrerin Simona de Silvestro meinte, das Preisgeld wäre in Form eines Juniorinnenförderprogramms besser aufgehoben. Als Schöpferin und treibende Kraft der Serie gilt Direktorin Catherine Bond Muir.
Die erste Saison begann am 4. Mai 2019 in Hockenheim im Rahmenprogramm der DTM. 18 Fahrerinnen wurden im Bewerbungsverfahren aus einem Pool von 61 Kandidatinnen ausgewählt und nahmen an der Saison teil. Meisterin in dieser Saison wurde Jamie Chadwick.
Die zwölf bestplatzierten Fahrerinnen der Saison 2019 qualifizierten sich automatisch für die zweite Saison der Serie. Im September 2019 fand zudem eine weitere Auswahlrunde mit 14 Kandidatinnen in Almería statt. Am 25. März 2020 gab die DTM bekannt, mehrere Rennwochenenden aufgrund der COVID-19-Pandemie in die zweite Jahreshälfte zu verschieben. Die W Series entschied sich daraufhin, sämtliche Rennen für das Jahr 2020 abzusagen und erst ab 2021 auf die Rennstrecke zurückzukehren. Die Fahrerinnen traten im Jahr 2020 in der W Series Esports League an, die zusätzlich ins Leben gerufen wurde.
Ab 2021 erhielten die ersten acht Fahrerinnen der Meisterschaft Superlizenz-Punkte. 2021 und 2022 fand die Serie im Rahmenprogramm der Formel 1 statt.
Im September 2022 wurde bekannt, dass die W Series Limited in ihrem Unternehmensabschluss 2021 Nettoverbindlichkeiten in Höhe von über 7,5 Millionen Pfund hatte. Medien berichteten, dass ein bereits unterzeichneter Sponsorendeal unvorhergesehen geplatzt war. Vor dem Rennwochenende in Singapur gab CEO Catherine Bond Muir bekannt, in der folgenden Woche werde entschieden, ob die letzten Rennen dieser Saison angesichts der finanziellen Schwierigkeiten stattfinden könnten. Am 11. Oktober 2022 wurde offiziell das vorzeitige Saisonende verkündet.
Am 15. Juni 2023 wurde bekannt gegeben, dass die Serie unter Insolvenzverwaltung gestellt worden war. Zwei Monate später gaben die Insolvenzverwalter den angestrebten Verkauf sämtlicher Vermögenswerte bekannt. Bereits im November 2022 hatte die Formel-1-Gruppe angekündigt, mit der F1 Academy eine neue Serie für Fahrerinnen auf Formel 4-Niveau zu gründen. Diese wird weithin als spirituelle Nachfolgeserie der W Series angesehen.

## Technisches Reglement

### Seit 2019
Die W Series war eine Einheitsserie. Alle Fahrerinnen verwendeten baugleiche Chassis und Motoren sowie Bereifung eines Herstellers. Zum Einsatz kam der Tatuus T-318, der von der FIA als den Spezifikationen der Formel 3 entsprechend anerkannt ist. Das Auto wurde von einem turbogeladenen Vierzylinder-Motor mit 1,8 Litern Hubraum angetrieben, bei 6000/min erreicht er 200 kW (270 PS). Der Motor wurde von Alfa Romeo hergestellt und von Autotecnica Motori adaptiert. Das Carbon-Monocoque war mit einem Halo-System ausgestattet. Reifenlieferant war Hankook Tire.

## Sportliches Reglement

### 2019
An der W Series können nur Fahrerinnen teilnehmen, die Rennserie versteht sich als geschlechtsexklusiv. Es gibt keine Teams, alle klassischen Aufgaben eines Rennstalls werden direkt vom W Series-Management bzw. dem für die Saison 2019 verpflichteten Hitech GP, das Renningenieure, Boxencrews sowie den Transport stellt, übernommen. Die Startplätze werden in einem Bewerbungsverfahren vergeben, das im Jahr 2019 aus zehn Modulen bestand – neben den Rennfähigkeiten wurden etwa Fitness, Umgang mit Medien und Sponsorenpitches abgetestet. Das sportliche Reglement der W Series vermerkt, dass die Größe des Grids von der erlaubten Maximalstarterzahl der Lizenz des jeweiligen Austragsortes abhängt. Die einzelnen Autos werden zwischen den Fahrerinnen getauscht, keine Fahrerin bekommt dasselbe Fahrzeug zweimal in einer Saison zugewiesen. So soll für identische Bedingungen gesorgt werden.
An jedem Rennwochenende finden zwei freie Trainings mit einer Dauer von maximal 45 Minuten und ein maximal 30-minütiges Qualifying statt. Auf Grundlage des Qualifyings wird die Startaufstellung des Rennens erstellt.

### 2021–2022
Am 14. November 2020 gab Hitech GP seinen Rückzug aus der W Series bekannt, um sich auf sein neues Engagement in der Formel 2 zu konzentrieren. An seiner Stelle betrieb und betreute Fine Moments (ein Schwesterunternehmen von Räikkönen Robertson Racing) die Autos. Dabei wurden die Crews auf neun Teams aufgeteilt, je zwei Fahrerinnen traten für ein Team an. Sieben der Teams trugen Namen von Sponsoren. Die Fahrerinnen tauschten weiterhin jede Runde das Chassis. Ab 2022 soll eine Teamweltmeisterschaft eingeführt werden.

## Punktevergabe
In den Saisons 2019–2021 wurden für die ersten zehn Plätze Punkte nach dem aktuell gültigen Punkteschema der FIA vergeben:
| Position | 1. | 2. | 3. | 4. | 5. | 6. | 7. | 8. | 9. | 10. |
| -------- | -- | -- | -- | -- | -- | -- | -- | -- | -- | --- |
| Punkte   | 25 | 18 | 15 | 12 | 10 | 8  | 6  | 4  | 2  | 1   |

## Rennstrecken
In der Saison 2019 fanden alle Rennen im Rahmen der DTM statt und es wurde auf folgenden Rennstrecken gefahren: Hockenheimring, Zolder, Misano, Norisring, Assen und Brands Hatch. In der Saison 2020 sollten die ersten sechs Rennen im Rahmen der DTM, die zwei letzten im Rahmen der Formel 1 stattfinden und auf folgenden Rennstrecken gefahren werden: Sankt Petersburg, Anderstorp, Monza, Norisring, Brands Hatch, Assen, Austin und Mexiko-Stadt.
Die Saison 2021 bestand aus acht Rennen, die zwischen Juni und Oktober im Rahmen der Formel 1 stattfinden sollen. Damit wurden keine Rennstrecken der Saison 2019 mehr befahren. Ein Pre-Season-Test fand im Mai 2021 in Anglesey statt.

## Meisterinnen
In den drei ausgetragenen Meisterschaften gewannen folgende Fahrerinnen die ersten drei Plätze:
| Jahr | Meisterin                                        | Zweite                                           | Dritte                                           |
| ---- | ------------------------------------------------ | ------------------------------------------------ | ------------------------------------------------ |
| 2019 | Jamie Chadwick                                   | Beitske Visser                                   | Alice Powell                                     |
| 2020 | Absage der Saison aufgrund der COVID-19-Pandemie | Absage der Saison aufgrund der COVID-19-Pandemie | Absage der Saison aufgrund der COVID-19-Pandemie |
| 2021 | Jamie Chadwick                                   | Alice Powell                                     | Emma Kimiläinen                                  |
| 2022 | Jamie Chadwick                                   | Beitske Visser                                   | Alice Powell                                     |